# Tallholma
Tallholma är en ö i Finland. Den ligger i Skärgårdshavet och i kommunen Sagu i den ekonomiska regionen  Åbo ekonomiska region i landskapet Egentliga Finland, i den sydvästra delen av landet. Ön ligger omkring 27 kilometer sydöst om Åbo och omkring 130 kilometer väster om Helsingfors.
Öns area är 2,8 hektar och dess största längd är 320 meter i sydöst-nordvästlig riktning.